# Károly Wieland
Károly Wieland, född den 1 maj 1934 i Soroksár, död den 30 maj 2020, var en ungersk kanotist.
Wieland blev olympisk bronsmedaljör i C-2 1000 meter vid sommarspelen 1956 i Melbourne.